# Mulder and Scully Meet the Were-Monster
«Mulder and Scully Meet the Were-Monster» es el tercer episodio de la décima temporada de The X-Files. Escrito y dirigido por Darin Morgan, se emitió el 1 de febrero de 2016 en Fox y contó con las estrellas invitadas Rhys Darby como Guy Mann, Kumail Nanjiani como Pasha y Tyler Labine como un drogadicto.
El programa se centra en agentes especiales del FBI que trabajan en casos paranormales sin resolver llamados expedientes X; esta temporada se centra en las investigaciones de Fox Mulder (David Duchovny) y Dana Scully (Gillian Anderson) tras su reincorporación al FBI. En este episodio, Mulder y Scully investigan asesinatos misteriosos aparentemente perpetrados por un hombre-monstruo. Finalmente, Mulder conoce a dicho «monstruo» (Darby), una criatura lagarto que, después de haber sido mordido por un humano, se convierte en humano durante el día.
«Mulder and Scully Meet the Were-Monster» puede rastrear su origen hasta un guion titulado «The M Word» que Morgan había escrito para el programa de corta duración de Frank Spotnitz, Night Stalker. Una vez que se decidió que The X-Files sería revivido, Morgan modificó mucho su guion para que pudiera funcionar como un episodio que involucrara a Mulder y Scully. Esto también permitió a Morgan agregar varios huevos de Pascua. El episodio fue recibido con una recepción crítica entusiasta, y la mayoría de los críticos lo calificaron como el mejor episodio de la décima temporada; por ejemplo, Rotten Tomatoes, un agregador de reseñas, otorgó al episodio un índice de aprobación del 100% con una puntuación promedio de 9,5 sobre 10 según 22 reseñas. En cuanto a las calificaciones, el episodio fue visto por 8,37 millones de espectadores y obtuvo una calificación Nielsen de 2,7 en el grupo demográfico de 18 a 49 años.

## Argumento
Cuando un cadáver es encontrado con la garganta desgarrada en el bosque fuera de Shawan (Oregón), Dana Scully y Fox Mulder son llamados para investigar si se trataba del ataque de un animal, de un asesino serial o solo tal vez de una extraña criatura como fue descrita por los testigos. Mulder continúa cuestionando su fe en lo inexplicable e intenta tener las pruebas de la existencia de la nueva criatura que él y Scully investigan antes de sacar conclusiones. Durante la inspección de una parada de camiones, Mulder, Scully, y un oficial de control animal llamado Pasha (Kumail Nanjiani) aparentemente logran encontrar a la criatura.
Con el tiempo, la evidencia comienza a unirse, y Mulder empieza a sospechar que un individuo llamado Guy Mann (Rhys Darby) es capaz de transformarse en un lagarto humanoide. Después de confrontar a Mann, comprueba que solo la mitad de sus sospechas eran correctas: Mann no es un hombre que se convierte en lagarto, sino más bien un lagarto que se convierte en hombre. Mann aparentemente se convirtió en un metamorfo después de ser mordido por un ser humano algunos días antes y lamenta la desesperanza existencial de la vida humana, la completa sensibilidad, y la sociedad moderna. Al final, se revela que Pasha era el verdadero asesino, y que Mann simplemente estaba en el lugar equivocado en el momento equivocado. Al enterarse de esto, Mulder se apresura a decírselo a Mann, que rápidamente se entera de la noticia. Luego Mann informa a Mulder que iniciará una hibernación de 10 000 años, pero que estaba contento de haber conocido a Mulder. Entonces, ante los ojos de Mulder, Mann nuevamente toma su forma original, de persona a lagarto, y corretea hacia la noche. Por lo tanto Mulder es testigo de un suceso paranormal, y su fe se renueva.

## Producción

### Escritura
«Mulder y Scully Meet the Were-Monster» fue escrito y dirigido por Darin Morgan, el hermano menor del productor y también escritor Glen Morgan. Este episodio marca la primera vez en que Darin Morgan vuelve a escribir un guion para la serie desde el episodio de 1996 «Jose Chung's From Outer Space» que había sido transmitido como parte de la tercera temporada de la serie. Morgan escribió este episodio para «hacer comentarios sobre la naturaleza y el formato de los propios episodios monstruo-de-la-semana». El episodio puede rastrear su origen a un guion titulado «The M Word» que Morgan había escrito para el efímero programa de Frank Spotnitz Night Stalker. Debido a que el programa fue cancelado abruptamente, nunca fue utilizado el guion de Morgan. Sin embargo, cuando supo del regreso de The X-Files, se dio cuenta de que era la oportunidad perfecta para contar la historia, y que «saltó a la oportunidad» para terminarlo. Debido a que el guion no había sido escrito con The X-Files en mente, Morgan se vio obligado a «reajustar todo, dando partes a Mulder y Scully».

### Reparto
Las estrellas invitadas en este episodio incluyen a Rhys Darby como Guy Mann y Kumail Nanjiani como Pasha. Darby estaba nervioso de aparecer en el episodio, en gran parte debido a «la cantidad de historia que tenía que contar», sin embargo, tuvo confianza al ver la naturaleza cómica del papel, debido a su historia como comediante. Darby explicó que por lo general en las películas, disfruta improvisar nuevas líneas o agregarlas para hacer más divertidas las existentes, pero con el guion de Morgan encontró que esto era innecesario: «Su escritura [es decir, de Morgan] fue perfecta, no pude desviarme fuera de las pistas. Normalmente, como un actor cómico, me gusta improvisar y tratar de hacer las cosas más divertidas de lo que lo son en el papel. Pero no hubo mejora que pudiera hacer».
Nanjiani (fan confeso de The X-Files) es el presentador de un podcast, llamado «The X-Files Files», en el que discute, junto a un invitado, varios episodios del programa. A Morgan le gustó el «pensamiento crítico acerca de la serie en [el] podcast» de Nanjiani, y decidió ofrecerle un papel en este episodio. Nanjiani estaba preocupado de que los fanáticos pensaran que «arruinó el programa», y bromeó al respecto diciendo: «Es como estar enamorado de una mujer preciosa durante 20 años. Y entonces, cuando finalmente sales con ella, terminas asesinándola».
El episodio también cuenta con Tyler Labine y Nicole Parker-Smith repitiendo sus papeles como los personajes drogadictos introducidos en el anterior episodio escrito por Morgan, «War of the Coprophages», y que aparecen en «Quagmire» (un episodio en el que Morgan ayudó en la redacción). Alex Diakun, la estrella invitada en este episodio que interpretó al encargado del hotel, anteriormente apareció en los episodios «Jose Chung's From Outer Space», «Clyde Bruckman's Final Repose» y «Humbug», los cuales fueron escritos por Morgan, interpretando a diferentes personajes.

### Rodaje
Según Morgan, el episodio (filmado durante una semana muy calurosa en Vancouver) requirió muchos días largos de trabajo, lo que causó dificultades con la filmación. Más tarde dijo: «No había nadie que no tuviera algo divertido que filmar en este episodio a excepción de Kumail. El no tenía nada divertido a diferencia de todos lo demás». Nanjiani hablo de su primer día en el set y dijo: «Mi primer día fue la noche en el bosque de Vancouver. Llegué allí, y estaba iluminado como [los episodios producidos en Vancouver de] The X-Files, y yo estaba como, “Oh, Dios mío, estoy en The X-Files”».

## Chistes internos
El episodio cuenta en gran medida con chistes y easter eggs que hacen referencia a episodios pasados. En el episodio «Chinga» de la quinta temporada, Mulder había revelado su manía de tirar lápices en el techo de su oficina. En este episodio, el los tira en el icónico póster I Want to Believe (traducido al español: Quiero creer). Después de derribar a Pasha con una sola mano, Scully calla las preocupaciones de Mulder, diciendo «Te olvidas... soy inmortal». Esta es una referencia al episodio «Clyde Bruckman's Final Repose» escrito por Morgan, en el que el personaje del título, después de que Scully le pregunte cómo va a morir, responde que ella no morirá. Cuando el propietario del motel espía la habitación de Mulder lo ve durmiendo con un speedo de color rojo, una clara referencia a una «infame» escena del episodio «Duane Barry» de la segunda temporada. El cementerio en donde Mulder y Mann hablan, ofrece prominentes lápidas con los nombres «Kim Manners» y «Jack Hardy». Manners era un exdirector de la serie, que trabajó en 52 episodios; el epígrafe de la lápida, «Let’s kick it in the ass», era un dicho pronunciado a menudo por Manners. Hardy era un ayudante de dirección de Carter en Millennium, serie hermana de The X-Files, y de la serie derivada The Lone Gunmen, así como también de The X-Files: I Want to Believe (2008). El nombre del perro de Mann, Daggoo, es una referencia a la novela Moby Dick de Herman Melville, continuando una tradición en la que se ofrecen nombres inspirados en los libros de Melville. El ringtone del celular de Mulder es el tema musical de la serie. Guy Mann estaba vestido con el icónico traje seersucker arrugado y un maltratado sombrero de paja con una cinta roja y negra que fue usado por el reportero Carl Kolchak de la INS, interpretado por Darren McGavin en la serie de 1970 Kolchak: The Night Stalker, una serie de televisión que según lo dicho por Carter le sirvió de inspiración para crear The X-Files. McGavin pasó a desempeñar el papel de Arthur Dales en los episodios «Travelers» y «Agua Mala» en la quinta y sexta temporada de The X-Files, respectivamente.

## Recepción

### Audiencia
«Mulder y Scully Meet the Were-Monster» se estrenó en Estados Unidos el 1 de febrero de 2016, siendo visto por 8,37 millones de televidentes. Obtuvo una calificación Nielsen de 2,7 en el grupo demográfico de 18 a 49 años, lo que significa que el episodio fue visto por el 2,7 % de todas las personas de edades comprendidas entre 18 y 49 años que estaban viendo la televisión en el momento de la emisión del episodio. Esto marcó un descenso con respecto a la audiencia del episodio de la semana anterior, pero aun así siguió siendo el programa en emisión de mayor audiencia de esa noche.

### Crítica
Los críticos elogiaron el episodio. En Rotten Tomatoes obtuvo un 100 % de aprobación con una puntuación media de 9,5 sobre 10 teniendo en cuenta 22 opiniones profesionales. El consenso del sitio es: «“Mulder and Scully Meet the Were-Monster” es un bienvenido retorno al formato tradicional de The X-Files, por lo que la mayor parte es surrealista, un episodio cómico con una sola línea terrorífica». Alex McCown de The A.V. Club llamó a «Mulder and Scully Meet the Were-Monster», un «clásico instantáneo». Llegando a la conclusión de que el episodio es «una justificación brillante y empática del retorno de la serie» y por ello «crea un ejemplo del porqué todavía vale la pena tener a The X-Files alrededor». Más tarde, Zack Handlen, también de The A.V. Club, galardonó al episodio con el grado «A». Elogió la escritura y la dirección de Morgan, afirmando que «su guion y dirección en “The Were-Monster” es tan ambicioso y divertido como uno podría esperar». En líneas genérales, escribió que el episodio «es el primer episodio de la nueva temporada de la serie que se siente como una defensa legítima de la existencia de la décima temporada». Brian Tallerico de RogerEbert.com escribió que «Mulder and Scully Meet the Were-Monster» es «histérico, inteligente y muy divertido». Darren Franich de Entertainment Weekly premio al episodio con una «A» y reiteró los pensamientos de los otros críticos, escribiendo que el episodio es «salvaje, juguetón... y sobre todo un episodio de aventuras para la televisión». Matt Fowler de IGN dio una opinión muy positiva con una puntuación de 9,5 sobre 10. Lo llamó «un divertido y listo episodio absorbente» y alabó las actuaciones de los artistas invitados, en especial la de Rhys Darby.